# Lorenzo Mangiante
Lorenzo Mangiante (født 14. marts 1891, død 16. juni 1936) var en italiensk gymnast, som deltog i OL 1912 i Stockholm og 1920 i Antwerpen. 
Mangiante var med på det italienske gymnastik multikamphold efter europæisk system ved OL 1912. Der var fem hold med i konkurrencen, som blev afholdt på Stockholms Stadion og mellem 16 og 40 deltagere på hvert hold. Italien vandt guld med 53,15 point foran Ungarn med 45,45 og Storbritannien med 36,90.
Otte år senere ved OL 1920 var han igen med på det italienske hold i multikamp efter europæisk system. Igen sejrede italienerne, der opnåede 359,855 point, mens Belgien på andenpladsen fik 346,765 point og Frankrig på tredjepladsen 340,100 point.
Hans bror Giovanni Mangiante var også med på holdet ved OL 1912.